# Сагава, Иссэй
Иссэ́й Сага́ва (яп. 佐川一政 Sagawa Issei) (26 апреля 1949, Кобе, Хиого, Япония — 24 ноября 2022, Токио, Япония) — японский убийца, каннибал и некрофил, в 1981 году убивший и съевший свою однокурсницу Рене Хартевелт в Париже. Признан невменяемым и депортирован на родину.
После убийства приобрёл скандальную известность в Японии. Работал колумнистом, ресторанным критиком. Написал несколько книг об убийствах, в том числе автобиографичных.

## Ранние годы
Иссэй Сагава родился 26 апреля 1949 года в Кобе в богатой и известной семье. Отец, Акира Сагава, был президентом компании Kurita Water Industries, дед был редактором крупной газеты «Асахи симбун». Ребёнок появился на свет недоношенным, прошёл курс лечения от энтерита. По натуре будучи интровертом, имея весьма хрупкое здоровье, юный Иссэй увлёкся чтением. По собственным словам, первые каннибалистические наклонности проявил в первом классе при виде оголённого женского бедра. Подобную заинтересованность мальчик проявлял и к женщинам. В детстве имел секс с собственной собакой.
По окончании школы поступил в частный университет Вако в Токио, где изучал литературу. В 24-летнем возрасте был арестован полицией по обвинению в покушении на изнасилование гражданки ФРГ. Сагава, который забрался в квартиру девушки, пока та спала, хотел отрезать от её ягодиц кусочек плоти, однако жертва проснулась и оказала сопротивление Сагаве. При аресте он не признался в своих истинных намерениях. После выплаты компенсации отцом Иссэя Сагавы девушка забрала заявление из полиции.
Окончив магистратуру по специальности «английская литература» в токийском университете Кангаку, в 1977 году Сагава поступил в аспирантуру в университет Сорбонна в Париже. Как позже признается сам Иссэй Сагава, каждую ночь он мечтал о том, чтобы привести домой проститутку и застрелить её, однако для этого ему не хватало смелости.

## Убийство
11 июня 1981 года Сагава пригласил свою голландскую одногруппницу Рене Хартевелт (нидерл. Renée Hartevelt) в свою квартиру по адресу рю Эрланже, дом 10, под предлогом помочь ему с переводом стихотворений, заданных на дом. 32-летний Сагава, имевший тщедушную комплекцию, рост 144 см, считавший себя человеком уродливым, избрал в жертвы 25-летнюю девушку ростом 178 см, которую он считал привлекательной и здоровой. Своё убийство Сагава мотивировал потребностью получить «жизненную энергию» Рене.
Прибыв на квартиру, девушка села за стол и начала изучать стихотворения, после чего Сагава отошёл ей за спину и выстрелил в шею из малокалиберной винтовки. На некоторое время потеряв сознание от шока, вызванного содеянным, он изнасиловал труп Рене. Безуспешно попытавшись прокусить кожу, Сагава вышел из квартиры и приобрёл тесак, с помощью которого разделал тело жертвы. Он употребил в пищу различные части тела девушки, в основном груди и лицо, подробно фотографируя каждый этап процесса. По его описанию, мясо было «мягким» и «без запаха», как тунец. Плоть Сагава ел как сырой, так и приготовленной. Часть останков Рене он убрал в холодильник, а часть упаковал в два чемодана и попытался выкинуть их в озеро в Булонском лесу, где и был схвачен французской полицией.
Получив известие об аресте сына, Акира Сагава перенёс удар, однако вновь пришёл на выручку Иссэю, наняв для него адвоката. После двух лет содержания под стражей бывший студент был признан невменяемым и отправлен на принудительное лечение судьёй Жаном-Луи Брюге. В психиатрическом госпитале Сагаву навестил японский писатель Инухико Ёмота, который на основе взятых с ним интервью опубликовал в Японии книгу об убийстве. Дело Сагавы начало приобретать скандальную известность на его родине, в связи с чем правительство Франции приняло решение депортировать его. По прибытии Сагаву поместили в токийский госпиталь Мацузава, где после обследования медицинской комиссией он был признан вменяемым. Поскольку обвинений против Сагавы во Франции предъявлено не было, а документы по делу не были переданы японским властям, он мог легально находиться на свободе.
12 августа 1986 года Иссэй Сагава покинул больницу в Токио. Решение о выпуске его из лечебницы вызвало в Японии большой общественный резонанс.

## На свободе в Японии
После своего освобождения Сагава поселился в Токио. Интерес к его персоне не угасал более 10 лет. Он часто приглашался на телевидение в роли эксперта, писал колонки в газету, работал ресторанным критиком. В 1992 году снялся в фильме Хисаясу Сато «Спальня» (Sisenjiyou no Aria) в роли вуайериста во время садо-мазохистских сцен. Об убийстве Рене Хартевелт Сагава написал несколько книг, а в 1997 году опубликовал книгу «Мальчик А» (少年A) о серийном убийце детей в городе Кобе — Сэйто Сакакибаре. В последние годы Сагава не мог найти издателей для своих новых произведений, долгое время находился в поисках работы, испытывал финансовые затруднения. Пытался поступить в языковую школу с целью изучения французского, однако не был зачислен из-за протеста сотрудников учреждения.
Иссэй Сагава признавался, что и после убийства его продолжали одолевать людоедские фантазии, но утверждал, что никогда не желал снова воплотить их в жизнь. В 2011 году признавался, что известность его сильно тяготит, называл её «ужасным наказанием».
В последние годы врачи запретили Сагаве есть мясо по причине диабета, из-за которого он почти потерял зрение. В 2013 году перенёс инсульт, после чего за ним ухаживал его брат.
Умер 24 ноября 2022 года от пневмонии в возрасте 73 лет.

## В культуре
По мотивам истории Сагавы были написаны песни «La Folie» рок-группы Stranglers (1981), «Too Much Blood» рок-группы Rolling Stones (1983) и «Caroline» пост-панк группы oTo (1986). В 2007 году голландский блэк-метал/дроун-метал-проект «Gnaw Their Tongues» посвятил ему мини-альбом «Issei Sagawa», в том же году вышла передача «Каннибал Суперзвезда» от телеканала Viasat Explore. В 2013 немецкая death metal группа Nephrectomy выпустила альбом Geriatric Coprophilia, посвятив Сагаве девятый трек. В 2014 году немецкой группой Ost+Front была написана песня «Harte Welt» (нем. жестокий мир), в названии которой обыгрывается фамилия жертвы. В главе «Людоед» книги французского писателя и журналиста Жан-Люка Эннига «Краткая история попы», упоминается сам Сагава и выдержки из его интервью.